# Асен Чилингиров
Асен Борисов Чилингиров е български специалист по история на изкуството, изкуствовед, културолог и медиевист.

## Биография
Роден е в София през 1932 г. Завършва история на музиката и история на изкуствата в България.
От 1965 г. е в Източен Берлин, ГДР, където учи и остава да работи. Завършва история на изкуството в Хумболтовия университет (1967 – 1971).
Работи като научен сътрудник в Института за защита на паметниците на културата в Берлин (1971 – 1998). Занимава се активно с научноизследователска дейност, осъществява многобройни пътувания из Германия и в Албания, Гърция, Италия, Македония, Румъния, Русия, Сърбия, Швейцария.
От 1973 до 1998 г. чете лекции по история на българското изкуство в Лайпцигския университет и в Хумболтовия университет в Берлин. Автор е на над 500 научни труда в областта на средновековната история и изобразително изкуство. Член е на авторския колектив при издаването на 7-томната „Енциклопедия на изкуството“ („Lexikon der Kunst“, Лайпциг, 1971 – 1992, 5 издания) и на 11-томната „Енциклопедия на средновековното изкуство“ („Enciclopedia dell'arte medievale“, Рим, 1985 – 2000).
Същевременно изкуствоведът Чилингиров подкрепя отхвърлената от официалната българска историография концепцията за местния произход на българския народ на Ганчо Ценов, като издирва корените на автохтонната „българска древност“.
На 4 декември 2020 г. на официална церемония в Посолството на Република България в Берлин за приноса му към българската духовност и култура, както и за популяризирането на богатото културно и историческо наследство на страната ни му е връчено отличието на Министерството на културата почетен знак „Златен век“ – звезда.
Чилингиров умира на 27 юни 2022 г. в Берлин от усложнения в резултат на заразяване с Ковид-19.